# Química culinaria
La química culinaria es un campo de la química que trata de desarrollar conocimiento científico en los mecanismos implicados en la elaboración de alimentos así como de conocer sus balances nutricionales y composicionales para mejorar tanto la calidad de los alimentos como la de su elaboración.
En el ámbito hispanoamericano destacan las elaboraciones del chef Ferrá Adria. También en el País Vasco, España, se inauguró en 2009 el Basque Culinary Center (Centro Culinario Vasco) con el objetivo de investigar y formar a los futuros gastrónomos en las técnicas culinarias. El divulgador francés Hervé This también ha escrito sobre la química culinaria.